# Spherillo danae
Spherillo danae là một loài chân đều trong họ Armadillidae. Loài này được Heller miêu tả khoa học năm 1861.